# Via ferrata
Via ferata je italijanski naziv za obezbeđenu planinsku stazu kroz teško pristupačne stenovite terene. Via ferata u prevodu znači — gvozdeni put. Sastoji se najčešće od metalnih nogostubaca, čeličnih sajli koje se pružaju uzduž puta, gvozdenih klinova i lestvica pričvršćenih za stenu. Ferata može biti horizontalna, vertikalna i sve između toga, a može se koristiti kako za uspon, tako i za silazak.
Za korišćenje via ferate neophodna je fizička i psihička pripremljenost učesnika. Za ocenjivanje tehničke težine uspona postoji više skala na međunarodnom nivou.

## Spoljašnje veze
- Via-ferrata.de — više od 300 ferata u Alpama s detaljnim opisom i slikama
- Viaferrata-fr.net — oko 160 ferata u Francuskoj s detaljnim opisom i slikama
- LaViaFerrata.net — sve ferate u Francuskoj
- VieFerrate.it — ferate u Italiji, s izveštajima korisnika, slikama i ocenama
- 重庆岳华君宁 Архивирано на веб-сајту  (25. септембар 2017) — ferate u Kini, s izveštajima korisnika, slikama i ocenama